# 펩트론
펩트론(Peptron)은 대한민국의 펩타이드 전문 벤처 기업이다. 국내외 기업체, 학교 및 연구소에 주문형 연구용 펩타이드를 제공하고 있으며, 생체 분해성 고분자를 이용한 약물 전달 시스템(Drug Delivery System, DDS) 기술을 보유하여, 전립선암 치료제, 말단비대증 치료제, 당뇨병 치료제 등 약효 지속성 의약품을 개발하고 있다.

## 역사
2015년 7월 22일 코스닥에 상장되었으며, 상장 첫날 상한가로 가격제한폭까지 상승하여 증시의 주목을 받았다.

## 연혁
- 2007. 8. 신기술 (NET) 인증(교육과학기술부) '초음파 분무 건조를 이용한 서방성 미립구 주사제 제조 공정 기술'
- 2004. 8. 펩타이드 우수제조 기술연구센터 선정(산업자원부)
- 2001. 9. 펩타이드 ISO 9001인증 획득
- 1997. 11. (주)펩트론 설립

## 제품

### 주문형 연구용 펩타이드
연구용 펩타이드의 주문 합성은 수평형 반응기를 이용한 펩트론 자동 합성기(PeptrEX)를 이용하여 동시에 48종의 펩타이드를 입력된 아미노산 순서에 따라 합성하여 제공된다.

### 약효 지속성 의약품
초음파 분무 건조 기법을 사용하여 인체 내에서 약물을 서서히 방출하는 서방성 미립구 주사제를 제조하는 기술
을 이용하여 전립선암 1개월 치료제 제형, 말단비대증 1개월 치료제 제형, 당뇨치료제 2주 제형
을 개발하였다.

## 같이 보기
- 일라이릴리

## 참고 문헌
1. ↑  [http://www.asiae.co.kr/news/view.htm?idxno=2015072209162474006 펩트론, 상장 첫 날 상한가 직행 아시아경제 2015-07-22
2. ↑  상장만 하면 펄펄 난다‥'새내기 뷰티株' (이중에서 바이오, 헬스케어 株 관련 내용) 이데일리 2015년 7월 22일
3. ↑  “펩트론, 펩타이드 신속 공급 시대 개막”. 《대덕넷》. 2004년 10월 13일.[깨진 링크(과거 내용 찾기)]
4. ↑  “펩트론, ‘펩타이드’로 지속형 주사제 개발”. 《뉴스토마토》. 2010년 11월 26일.
5. ↑  “펩트론, 지속형 당뇨 치료제 임상 2상 승인”. 《디지털타임스》. 2011년 11월 2일.